# NGC 4564
NGC 4564 é uma galáxia elíptica (E) localizada na direcção da constelação de Virgo. Possui uma declinação de +11° 26' 23" e uma ascensão recta de 12 horas, 36 minutos e 26,9 segundos.
A galáxia NGC 4564 foi descoberta em 15 de Março de 1784 por William Herschel.